# Justyna Łysiak
Justyna Łysiak (Kluczbork, 20 de enero de 1999) es un jugador profesional de voleibol polaco, juego de posición líbero. Desde la temporada 2019/2020, ha estado jugando para el equipo Energa MKS Kalisz.

## Palmarés

### Clubes
Copa de Polonia:
- 2019[2]